# Marcel Leurs
 (novembre 2022).
Si vous disposez d'ouvrages ou d'articles de référence ou si vous connaissez des sites web de qualité traitant du thème abordé ici, merci de compléter l'article en donnant les références utiles à sa vérifiabilité et en les liant à la section « Notes et références ».
Marcel Leurs est un coureur cycliste français, professionnel en 1954.

## Palmarès
- 1954
  - 2e à Roubaix-Cassel-Roubaix